# Francesco Randon
Francesco Randon (Castelgomberto, 23 de noviembre de 1925 - Bérgamo, 12 de julio de 2015) fue un futbolista italiano que jugaba en la demarcación de centrocampista.

## Biografía
Tras formarse en el Cassano d'Adda, en 1946 se fue traspasado al Atalanta BC. Hizo su debut el 22 de septiembre de 1946 en un partido contra la Juventus de Turín. Su mejor posición en la Serie A con el club fue un quinto puesto en 1948. En 1950, el Calcio Catania se hizo con sus servicios por dos temporadas, jugando en la Serie B en 1951 y en 1952, donde obtuvo un cuarto puesto. En 1952 fue traspasado al Bologna FC, obteniendo como mejor resultado en la Serie A un cuarto puesto en 1955, mismo año que alcanzó los cuartos de final de la Copa Mitropa. Finalmente, en 1960, y tras una temporada en el Brescia Calcio, se retiró.
Falleció el 12 de julio de 2015 en Bérgamo a los 89 años de edad.

## Clubes
| Club           | País   | Año         | Partidos | Goles |
| -------------- | ------ | ----------- | -------- | ----- |
| Atalanta BC    | Italia | 1946 - 1950 | 82       | 8     |
| Calcio Catania | Italia | 1950 - 1952 | 69       | 21    |
| Bologna FC     | Italia | 1952 - 1959 | 170      | 14    |
| Brescia Calcio | Italia | 1959 - 1960 | 9        | 2     |